# Вермланд (ландскап)
Вермланд (швед. Landskap Värmland) — ландскап у західній частині центральної Швеції, в регіоні Свеаланд. Існує лише як історико-культурне визначення. Територіально входить до складу ленів Еребру, Вестманланд і Седерманланд.

## Географія
Вермланд межує на півночі з Даларною, на заході з Дальсландом і Норвегією, на півдні з Вестерйотландом і озером Венерн, а зі сходу — з Нерке.

## Історія
З 1634 року було сформовано Вермландський лен, межі якого переважно збігаються із сучасними.

## Адміністративний поділ
Ландскап Вермланд є традиційною провінцією Швеції і не відіграє адміністративної ролі.

### Населені пункти
Більші міста й містечка:
- Карлстад
- Карлскуга
- Крістінегамн
- Арвіка

## Символи ландскапу
- Рослина: одинарник
- Тварина: вовк
- Птах: гагара
- Риба: корюка

## Галерея

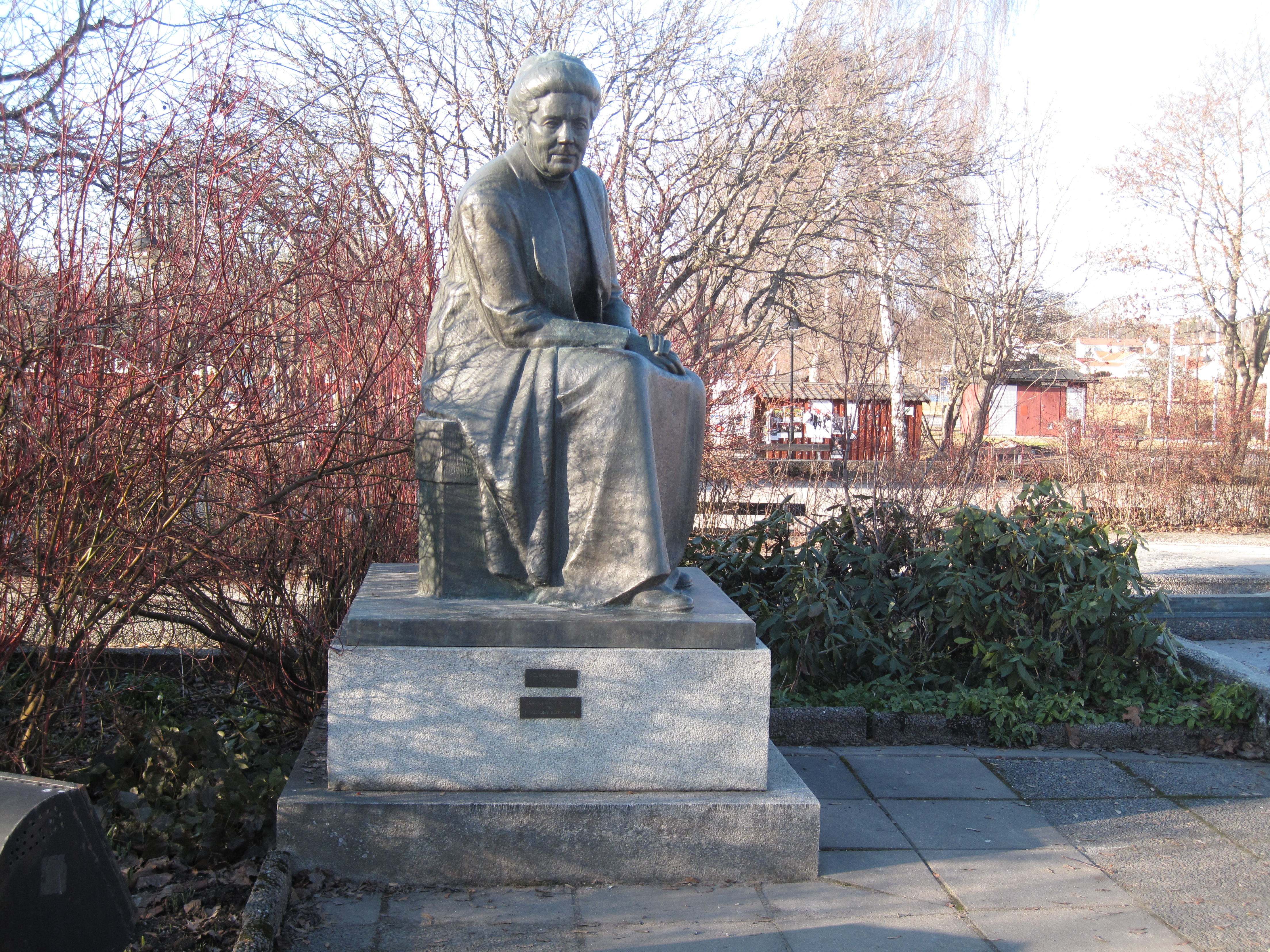
Пам'ятник Сельмі Лагерлеф у Сунне
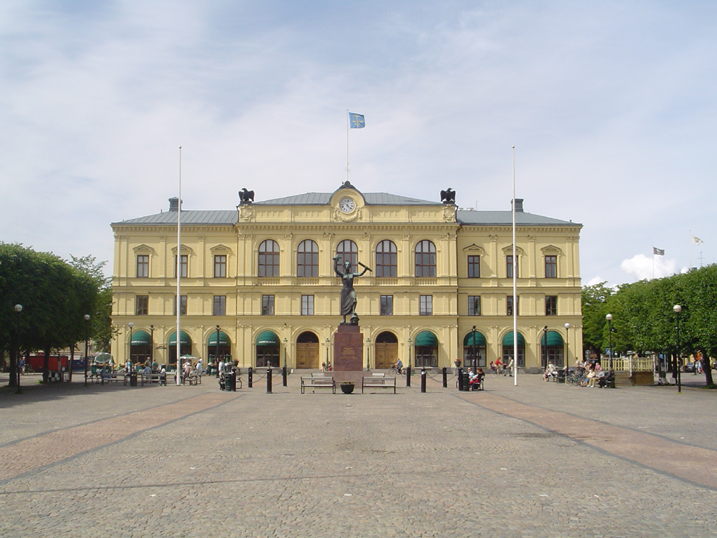
Ратуша в Карлстаді
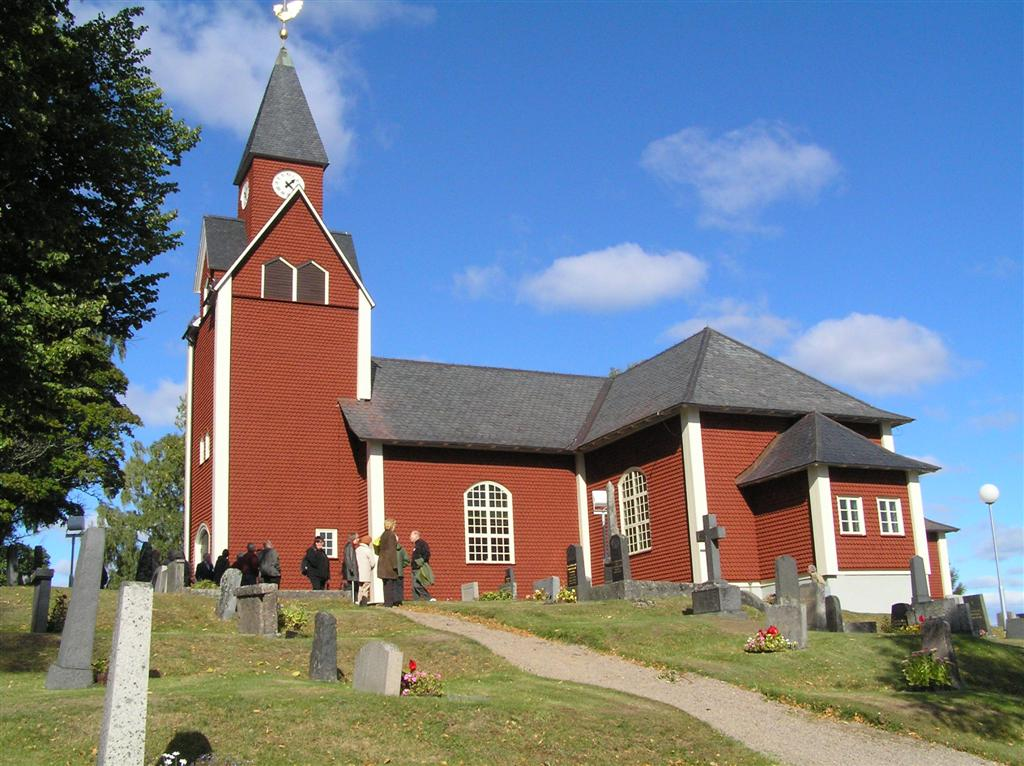
Церква у Реммені
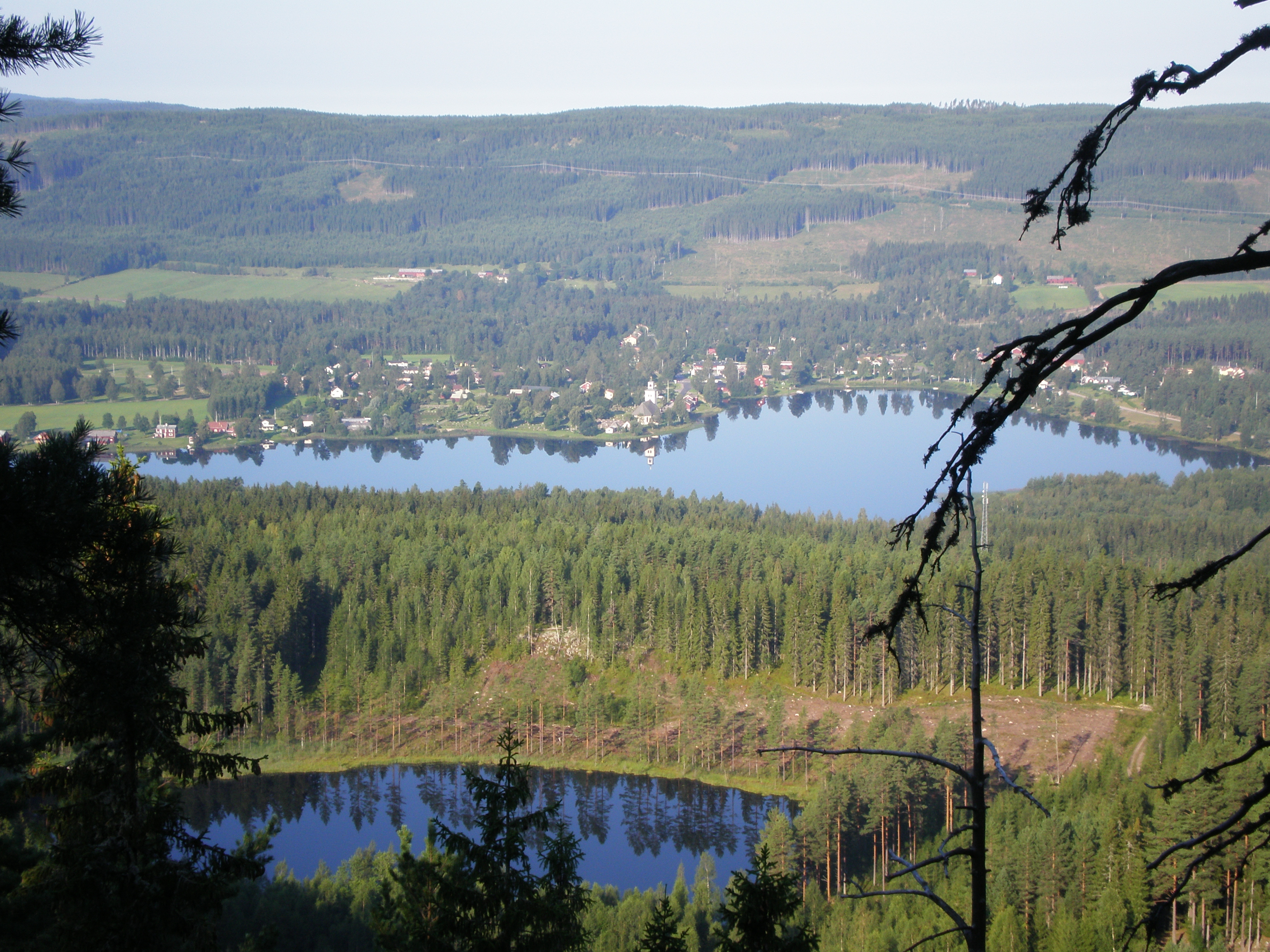
Краєвиди Вермланду
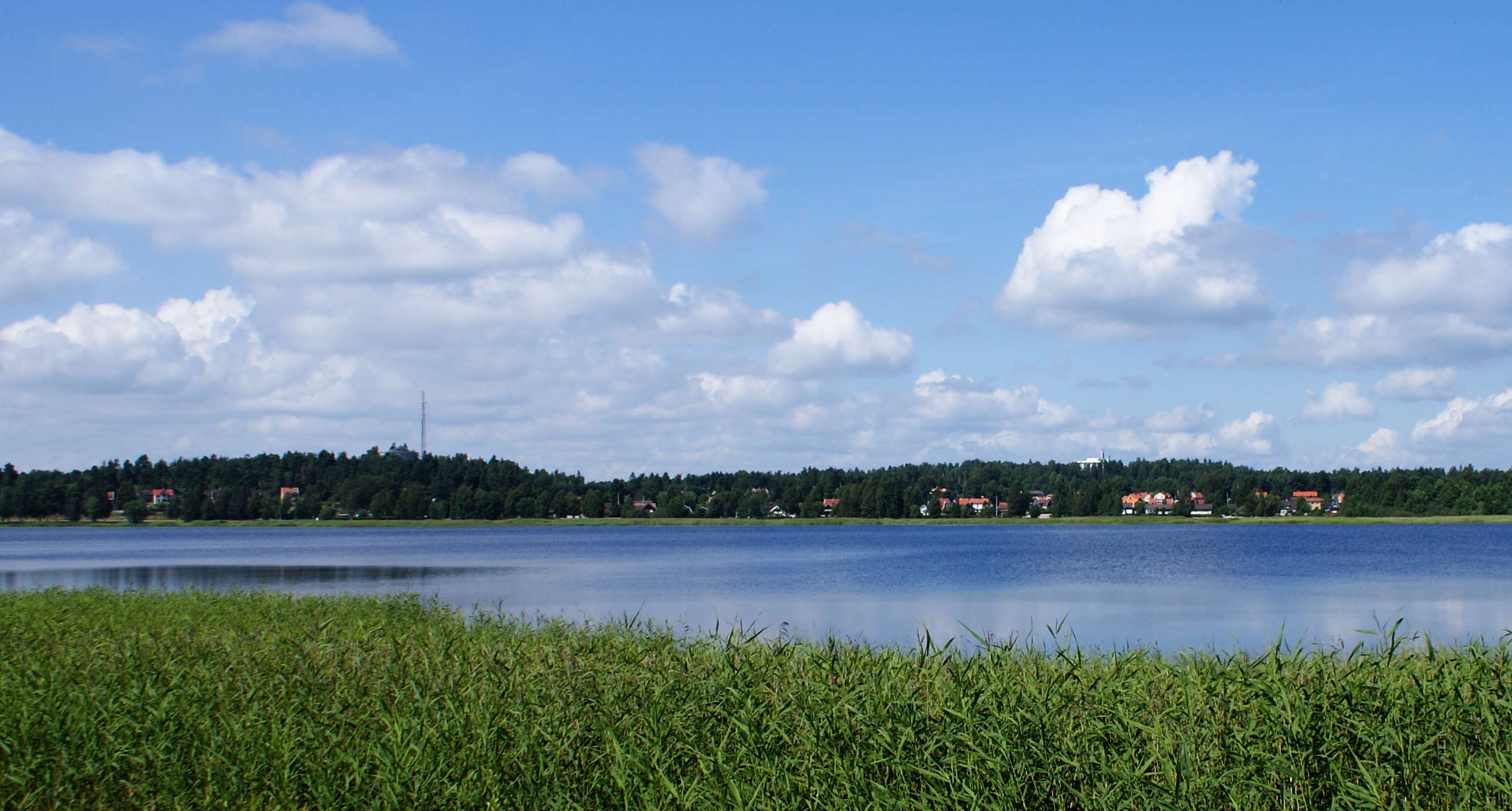
Озеро Кроппкершен